# حفرة فوق الترقوة
حفرة فوق الترقوة هي فجوة أو حفرة توجد فوق الترقوة مباشرة.
تقسم ترمينولوجيا أناتوميكا الحفرة إلى حفرة فوق الترقوة رئيسية وحفرة فوق الترقوة ثانوية.
إن امتلاء حفرة فوق الترقوة يدل على الإصابة بخثار وريدي عميق في الأطراف العليا.

## صور إضافية

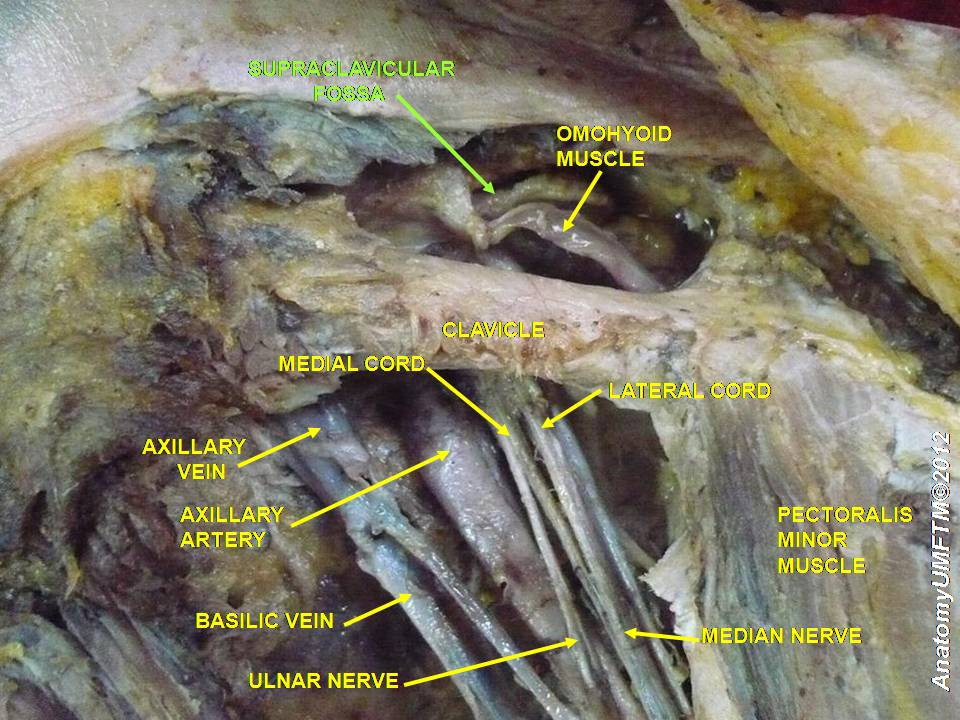
حفرة فوق الترقوة